# Jinju-Stadion
Das Jinju-Stadion (kor. 진주종합경기장) ist ein Fußballstadion mit Leichtathletikanlage in der südkoreanischen Stadt Jinju, Gyeongsangnam-do. Die Anlage wurde vom 29. April 2008 bis Mitte 2010 errichtet, ehe die Anlage offiziell am 21. August 2010 eröffnet wurde. Das Stadion diente von 2010 bis 2019 als Sportstätte von Gyeongnam FC. Seit 2020 nutzt das Franchise Jinju Citizen FC, welches aktuell in der K4 League spielt, das Stadion als Heimspielstätte.